# Ханнон, Эдвард Джозеф
Каноник Эдвард Джозеф Ханнон (англ. Edward Joseph Hannan) — шотландский (родом из Ирландии) католический священник. Основатель футбольного клуба «Хиберниан» (Эдинбург).
Родился 21 июня 1836 года в деревне Баллингарри графства Лимерик (ныне — провинция Манстер, Ирландия). Племянник монсеньора Ричарда Б. О’Брайена, декана диоцеза Лимерик. Рукоположен в сан священника 13 мая 1860 года. Назначен профессором классической словесности, но вскоре, находясь на каникулах в Шотландии, принял предложение местного епископа и 17 апреля 1861 года прибыл в Эдинбург, где и провел более 30 лет. С октября того же года — младший курат (помощник настоятеля) церкви св. Патрика на улице Коугейт, в районе, где жило много иммигрантов-ирландцев. В 1865 году, стремясь смягчить социальные проблемы, основал в Эдинбурге отделение Общества католического юношества (англ. Catholic Young Men's Society (CYMS)), учрежденного в 1849 году его дядей, монсеньором О’Брайеном. В 1869 году для эдинбургского отделения CYMS было построено помещение, официально называвшееся «Католическим институтом», но в народе получившее название «Залов Сейнт-Мэри-стрит». С 1871 года о. Ханнон стал настоятелем церкви св. Патрика, активно развивал вокруг неё религиозную и образовательную деятельность, был избран в состав эдинбургского школьного совета.
6 августа 1875 года в «Залах Сейнт-Мэри-стрит» по инициативе 21-летнего члена CYMS Майкла Велахана и о. Ханнана в «Залах Сейнт-Мэри-стрит» был учрежден футбольный клуб, получивший название «Хиберниан» (англ. «Hibernian», от латинского названия Ирландии — Hibernia). Отец Ханнан был избран менеджером и пожизненным президентом клуба, а Майкл Велахан назначен его капитаном. Открытие клуба прошло в рамках празднования столетия со дня рождения Дэниела О’Коннелла, крупного защитника прав католиков в Соединенном Королевстве. Игроки клуба должны были быть членами CYMS (и, следовательно, католиками). Поэтому в первые годы существования клуба Шотландская футбольная ассоциация отказывалась принимать его. Тем не менее, «Хиберниан» участвовал в благотворительных матчах, в том числе и для не связанных с Католической Церковью целей. Запрет соревноваться с «ирландской» командой первыми нарушил клуб «Харт оф Мидлотиан», впоследствии на много лет ставший главным соперником «Хиберниана» в Эдинбурге. В 1880-е годы «Хиберниан» ассоциировался с движением за автономию Ирландии (Гомруль), отчасти благодаря тому, что его болельщиком был видный деятель этого движения Джеймс Коннолли.
Каноник Ханнан умер 24 июня 1891 года, в возрасте 55 лет, от воспаления легких, ставшего последствием тяжелого гриппа. В его похоронной процессии участвовало две тысячи человек, и ещё много тысяч выстроилось вдоль улиц, по которым члены CYMS несли гроб. Собранных для увековечения его памяти средств хватило не только на мемориальную табличку в церкви св. Патрика и памятник в виде кельтского креста на городском кладбище, но и на учреждение мемориального фонда, заботившегося о детях-сиротах.